# Ханиев, Магомед-Башир Микаилович
Магомед-Башир Микаилович Ханиев (25 апреля 2002, ст. Троицкая, Сунженский район, Ингушетия, Россия) — российский и азербайджанский борец вольного стиля. Победитель чемпионата Европы и мира U23. Чемпион Азербайджана.

## Карьера
Родился 25 апреля 2004 года в станице Троицкая Сунженского района Ингушетии.
Выступал за спортивный клуб «Чингиз» (Назрань). Первым тренером Магодмед-Башира был Руслан Куштов. 
Поступил учиться в хасавюртовское училище олимпийского резерва, где тренировался у Али Исхакова. 
В феврале 2022 года в Баку стал чемпионом Азербайджана среди юниоров до 21 года. 
В середине ноября 2022 года стал победителем всероссийского молодёжного турнира на призы олимпийского чемпиона Мурада Умаханова в возрастной категории «юниоры до 21 года». 
Через несколько дней в Грозном победил на всероссийском турнире среди юниоров памяти Асланбека Бисултанова. 
В декабре 2022 года стал чемпионом Азербайджана. 
В марте 2023 года в Бухаресте, одолев в финале армянина Айка Папикяна, стал победителем чемпионата Европы по борьбе среди спортсменов до 23 лет 2023. 
В мае 2023 года в Каспийске, одолев в схватке за 3 место Хабиба Завурбекова, стал бронзовым призёром международного турнира памяти Али Алиева. 
В июне 2023 года в Стамбуле, победив в финале иранца Алиаббаса Резаи, стал победителем международного турнира памяти Яшара Догу. 
В конце июля 2023 года в Варшаве стал серебряным призёром международного турнира памяти Вацлава Циолковского. В финале он уступил Запфу Дугласу Веберу из США. 
В январе 2024 года выиграл бронзовую медаль кубка Ивана Ярыгина в Красноярске в весе до 70 кг. 
В октябре 2024 года выиграл золото на чемпионате мира по борьбе среди спортсменов до 23 лет 2024 в Тиране (Албания).

## Личная жизнь
Отца зовут Микаил, мать — Марет. Младший брат: Магомед-Тагир (2003 г.р.) — победитель Чемпионата мира по вольной борьбе. Есть также младший брат (2006 г.р.), также борец, занимается в хасавюртовском УОР.

## Спортивные результаты
- Чемпионат Азербайджана по вольной борьбе 2022 — ;
- Первенство Европы по борьбе U23 2023 — ;
- Кубок Ивана Ярыгина 2024 — ;
- Чемпионат Азербайджана по вольной борьбе 2023 — ;
- Первенство мира по борьбе U23 2024 — ;
- Чемпионат Азербайджана по вольной борьбе 2024 — ;